# Comuna Bilîkivți, Jmerînka
Bilîkivți (în ucraineană Біликівці) este o comună în raionul Jmerînka, regiunea Vinnița, Ucraina, formată din satele Bilîkivți (reședința), Lopatînți și Martînivka.

## Demografie
Componența lingvistică a satului Bilîkivți
     Ucraineană (98,95%)
     Alte limbi (1,05%)
Conform recensământului din 2001, majoritatea populației satului Bilîkivți era vorbitoare de ucraineană (98,95%), existând în minoritate și vorbitori de alte limbi.